# Earl Wright II
Earl Wright II ist ein US-amerikanischer Soziologe, der als Professor am Rhodes College in Memphis, Tennessee lehrt. Seit 2018 ist er im Namen der Society for the Study of Social Problems Herausgeber der Zeitschrift Social Problems.
Wright machte 1994 den Bachelor-Abschluss an der University of Memphis (Hauptfach: Geschichte, Nebenfach: Black Studies) und legte dort 1997 das Master-Examen (Soziologie) ab. 2000 wurde er an der University of Nebraska zum Ph.D. promoviert. Assistant Professor war er an der University of Central Florida, Associate Professor an der Fisk University, der Texas Southern University und der University of Cincinnati, wo er 2013 zum Full Professor ernannt wurde. Im August 2020 wechselte er an das Rhodes College in seiner Heimatstadt Memphis.

## Schriften (Auswahl)
- Jim Crow sociology. The Black and Southern roots of American sociology. University of Cincinnati Press, Cincinnati 2020. ISBN 978-1-94760-257-1.
- The first American school of sociology. W.E.B. Du Bois and the Atlanta sociological laboratory. Ashgate, Burlington 2016, ISBN 978-1-47246-700-3.